# زیردریایی یو-۳۰۴
زیردریایی یو-۳۰۴ (به انگلیسی: German submarine U-304) یک زیردریایی بود که طول آن ۶۷٫۱ متر (۲۲۰ فوت ۲ اینچ) بود. این زیردریایی در سال ۱۹۴۲ ساخته شد.